# ناحیه ارینا، شهرستان گراندی، ایلینوی
ناحیه ارینا (به انگلیسی: Erienna Township) یک منطقهٔ مسکونی در ایالات متحده آمریکا است که در شهرستان گراندی، ایلینوی واقع شده‌است. ناحیه ارینا ۱۵۹ متر بالاتر از سطح دریا واقع شده‌است.